# Charles Daly
A Charles Daly original, era uma empresa privada de fabricação de armas de fogo com sede em Harrisburg, Pensilvânia que atuou entre 1875 e 1919.
Hoje em dia a Charles Daly é uma marca de armas de fogo, licenciada para a Chiappa Firearms da Itália.

## Histórico
Charles Daly nasceu na cidade de Nova York em 12 de outubro de 1839. No final do século XIX, por volta de 1875, na cidade de Nova York, Charles Daly e August Shoverling iniciaram um negócio de importação de armas de fogo para os Estados Unidos, principalmente da cidade de Suhl em o que era então a Prússia. Os fabricantes que atendiam Daly naquela época incluíam: Heym, Shiller, H. A. Lindner, Sauer, J&W Tolley da Inglaterra, Newman (da Bélgica) e a Lefever Arms, local.

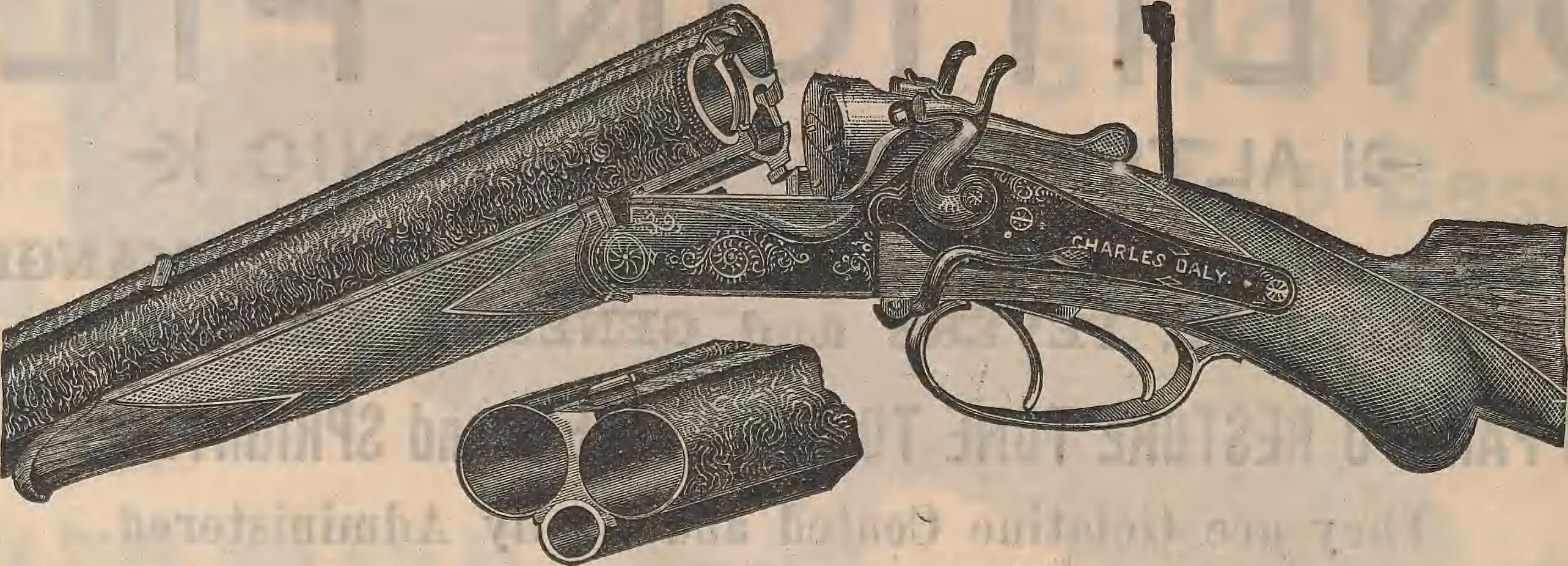
Ilustração de um anúncio da Charles Daly de 1887 com uma espingarda de três canos para dois tipos de cartucho diferentes.

Em 1887, Shoverling e Daly juntaram-se a um terceiro sócio chamado Joseph Gales, e a empresa começou a fazer negócios como "Shoverling, Daly e Gales", antes de se decidir simplesmente pelo nome Charles Daly. O original Charles Daly morreu repentinamente em 1899, mas o negócio continuou com seu filho, Charles Howard Daly, ocupando seu lugar até 1919, quando a sociedade foi vendida para Henry Modell.
Os novos proprietários continuaram a tradição de importar armas de fogo e comercializá-las com o nome Charles Daly até o final da década de 1920, quando a empresa foi vendida para a família Walzer, proprietária da Sloan's Sporting Goods em Ridgefield, Connecticut. Os Walzers estabeleceram uma filial da Sloan's na cidade de Nova York conhecida como Charles Daly & Company. Fabricantes de todo o mundo produziram armas Daly para os Walzers, incluindo Beretta, Bernadelli e Miroku.
Em 1976, a Sloan's vendeu a marca registrada Charles Daly para a Outdoor Sports Headquarters Inc. (OSHI), um atacadista de artigos esportivos em Dayton, Ohio. Em 1996, a própria OSHI foi vendida para outro atacadista de armas de fogo, o "Jerry's Sport Center" em Forest City, Pensilvânia.
Em 1996, a marca foi adquirida pela KBI, Inc. de Harrisburg, Pensilvânia, que expandiu a linha de importação para incluir espingardas semiautomáticas por ação de bombeamento e pistolas estilo M1911 e rebatizou a empresa como "Charles Daly, The Shooting Sports Specialist".
Em 2008, a KBI formou uma nova divisão da empresa chamada "Charles Daly Defense" para fabricar e comercializar as carabinas e rifles semi-automáticos do tipo AR-15 extremamente populares para aplicação da lei, tiro ao alvo e defesa doméstica. Afastando-se da tradição de vender apenas armas de fogo importadas, os AR-15 da Charles Daly Defense foram fabricados nos Estados Unidos.
Uma carta de Michael Kassnar postada no site Charles Daly em 29 de janeiro de 2010 indicava que Charles Daly e KBI estavam saindo do mercado e fechando suas portas a partir de 29 de janeiro de 2010.
No SHOT Show realizado em Las Vegas em janeiro de 2012, a Charles Daly e a CD Defense anunciaram seu retorno ao mercado dos EUA com distribuição pela Trans World Arms LLC de Harrisburg, Pensilvânia. Em setembro desse mesmo ano, a Samco Global Arms, Inc. (SGAI) localizada em Miami, Flórida, adquiriu a marca Charles Daly e passou a importar armas de fogo com a marca Charles Daly para o mercado americano.
Durante 2017, a marca Charles Daly foi adquirida pela Chiappa Firearms da Itália.

## Armas importadas e fabricadas
As armas de fogo que a Charles Daly importou e fabricou são de todas as variedades e estilos e de todo o mundo:
- Revólveres: pistolas com armação de aço de 1911, de 1998 a 2008 da Armscor nas Filipinas. A partir de 2009, o novo modelo G4 está sendo produzido pela BUL Transmark em Israel. Pistolas M-5 com moldura de polímero de 1911 da BUL Transmark desde 1997. Um clone da Browning Hi-Power foi produzido nos EUA de 2002 a 2006 com componentes da FEG na Hungria e fabricação final por Dan Wesson Firearms ou Magnum Research no NÓS. Os revólveres de ação única estilo 1873 foram fabricados pela F.LLI Pietta da Itália em meados dos anos 2000.
- Embora não tecnicamente sob a marca Charles Daly, a KBI retomou a importação das pistolas Jericho 941 da Israel Weapons Industries (IWI) Ltd. em 2009.
- Fuzis: Os fuzis Mauser e Mini-Mauser de ação de parafuso foram produzidos pela Zastava Arms na Sérvia de 2002 a 2005. 1892 rifles de ação de alavanca são produzidos na Itália pela Armi Sport de Chiappa. Em 2008, eles entraram no mercado de AR-15 com uma linha de rifles e carabinas do tipo AR-15 produzida nos Estados Unidos sob a marca Charles Daly Defense.
- Espingardas: acima e abaixo, lado a lado, ação da bomba e semiautomáticas são produzidos atualmente na Turquia. Todas as bombas e semi-automóveis são feitos por Akkar em Istambul, mas Sarsilmaz e ATA também produziram semi-automóveis para Daly em meados dos anos 2000. A SGAI está importando over and under, pump action e semi-automáticos feitos pela fábrica Akkar em Istambul, Turquia. Entre 1996 e 2005, lado a lado vieram de Zabala Hermanos na Espanha e over & unders vieram de Sabatti na Itália. De meados da década de 1960 a meados da década de 1970, a Miroku do Japão, produtora de espingardas e rifles Browning, fabricou as espingardas superiores e inferiores para Daly.